# Коваленко, Валентин Васильевич
Валентин Васильевич Коваленко (род. 15 мая 1952, Гольма, Одесская область) — деятель украинских правоохранительных органов, генерал-лейтенант милиции. Доктор юридических наук (2004), Профессор (2007), Член-корреспондент Национальной академии правовых наук Украины, Ректор Киевского национального университета внутренних дел (2010—2014); Член Конституционной Ассамблеи (с 05.2012); Заслуженный юрист Украины

## Биография
Родился 15 мая 1952 года в селе Гольма, Балтского района на Одесщине. В 1980 году окончил Киевскую высшую школу МВД СССР.
В 1970—1972 — проходил срочную службу в армии. В 1972—1974 гг. — работал мастером исправительно-трудовой колонии в Днепропетровске. С 1974 по 1976 — курсант Львовской школы МВД СССР. С 10.1976 по 08.1977 гг. — командир отряда м. Днепропетровск. С 08.1977 по 09.1980 — слушатель Киевской высшей школы МВД СССР. В 1980—1985 — начальник специальной части УМВД Киевской области. В 1985—1988 — помощник начальника по работе с личным составом. С 10.1988 по 10.1991 — адъюнкт Киевской высшей школы МВД СССР. В 10.1991-06.1992 — преподаватель кафедры уголовно-исполнительного права института подготовки кадров. С 08.1992 по 10.1993 — доцент кафедры уголовно-исполнительного права Киевского института внутренних дел. С 10.1993 по 11.1999 — начальник докторантуры и адъюнктуры, проректор по работе с личным составом Украинской академии внутренних дел. С 11.1999 по 06.2002 — начальник отдела Межведомственного научно-исследовательского центра по проблемам борьбы с организованной преступностью. Координатор комитета по борьбе с коррупцией и организованной преступностью при Президенте Украины. С 06.2002 по 08.2003 — руководитель Главного контрольного управления. С 08.2003 по 01.2005 — заместитель Главы — руководитель Главного управления по вопросам судебной реформы, деятельности военных формирований и правоохранительных органов Администрации Президента Украины. С 04.2010 — ректор Киевского национального университета внутренних дел.

## Награды и отличия
- Орден «За заслуги» III ст. (08.2011)[2].